# Борис Китанов
Борис Павлов Китанов е български ботаник.

## Биография
Той е роден на 28 март 1912 година в София. Завършва лесовъдско училище, а през 1937 година – естествена история в Софийския университет „Свети Климент Охридски“. В периода 1946 – 1948 г. е професор в Скопския университет. През 1949 г. става старши научен сътрудник в Института по ботаника при Българска академия на науките. От 1951 г. е доцент, а през 1952 г. е избран за професор. От 1957 до 1959 г. е директор на Ботаническата градина към Института по ботаника при БАН. В периода 1965 – 1973 г. е завеждащ катедрата по Систематика и растителна география. През 1965 – 1967 г. е декан на Биологическия факултет. От 1967 до 1970 г. преподава в университета в Хавана.
Изследванията му са в областта на систематиката, геоботаниката, палеоботаниката и фитогеографията.
Умира на 31 октомври 1996 г.
Автор и съавтор е на редица научни трудове, сред тях са:
- „Диви полезни растения в България“ (1960, в съавторство с Николай Стоянов);
- „Култигенни растения и култигенна растителност в България“ (1962, в съавторство с Борис Стефанов);
- „Флора на България“ (1966, в съавторство с Николай Стоянов и Борис Стефанов).[1]
- „Флора на Пирин“ (1990, В съавторство с Горан Китанов) и др.